# Ausente
Pour le film argentin, voir Absent.
L'Ausente est une rivière italienne située dans les provinces de Latina et de Frosinone, dans la région du Latium, en Italie. Il prend sa source à Ausonia. C'est un affluent du Garigliano dans les environs de Minturno.